# 复利
複利率法，是一种计算利息的方法。按照这种方法，利息除了會根據本金計算外，新得到的利息同樣可以生息，因此俗稱「利滚利」、「驴打滚」或「利疊利」。只要計算利息的周期越密，財富增長越快，而隨著年期越長，複利效應亦會越為明顯。

## 複利效應
複利是現代理財一個重要概念，由此產生的財富成長，稱作「複利效應」，對財富可以帶來深遠的影響。假設投資每年的回報率是100%，本金10萬，如果只按照普通利息計算，每年回報只有10萬元，10年亦只有100萬元，整體財富增長只是10倍，但按照複利方法計算，首年回報是10萬元，令個人整體財富變成20萬，第二年20萬會變成40萬，第三年40萬再變80萬元，10年累計增長將高達1024倍（2的10次方），亦即指10萬元的本金，最後會變成1.024億元。
隨著年期增長，複利效應引發的倍數增長會越來越顯著，以每年100%回報計算，10年複利會令本金增加1,024倍（2的10次方），但20年則增長1,048,576倍（2的20次方），30年的累積倍數則達1,073,741,824倍（2的30次方），若本金是1萬元，30年後就會變成107,374.2億元。
人類歷史中，要長期達到每年100%回報是幾近不可能，以香港首富李嘉誠為例，1950年以7,000美元成立長江塑膠廠，在2006年擁有約188億美元身家計算，撇開其他因素，他的財富在57年增長268.6萬倍，其每年的複利回報亦僅為26.68%((188亿/7,000)开57次方=1.2966)。
在另一個西方世界常引用的例子中，假設美國原住民1626年，願意以60荷蘭盾出售今日曼哈頓的土地，並將這60盾放到荷蘭銀行，收取每年6.5%的複利利率，他們2005年將可獲得約63,960億港元的存款，較紐約市第五大道的物業總市值還要高。而2006年全球市值最大的上市公司艾克森美孚，市值亦只有34,000多億港元。
正因為複利的倍數式增長速度，在不同古代社會中均禁止收取複利。《古蘭經》就明文規定穆斯林，「不要吃重複加倍的利息」（第3章130節）。重複加倍的利息，說的正是複利。1571年，英國開始容許每年最高10%的貨款利息，引發連串道德爭議，但此後利息效應開始為人注意。1613年，英國數學家李察·維特(Richard Witt)發表《數學問題》一書，全面研究複利效應、及在複利下土地的估值物問題，成為研究複利的劃時代作品。
現時世界各國普遍都有對放債人所收取的利息有最高限制，一般都以30%年息為上限（香港法律容許的上限為48%，中華民國目前容許的上限為 16%，企業經營者以定型化契約約定分期付款時，若未載明利率，則週年利率不得逾 5%），在此以上的都被視為進行高利貸活動而加以取締。而現時信用卡欠賬的年息往往高於20%甚至30%。

## 公式

### 基本公式
最簡單的複利公式如下：
{\displaystyle FV=PV(1+i)^{n}\,}
FV（Future Value）是指財富在未來的價值；PV（Present Value）是指現值，亦即指本金；i（interest）是指週期內的固定利率或固定回報率，n則是累計的週期。
如上文的例子，假設每年（即週期是1年）的回報是100%，1萬元是在30年後（累計有30個週期）變成107,374.2億元，公式如下：　
{\displaystyle 10,000(1+100\%)^{30}\,}
該公式只要稍作改動，則可計算出不同資訊。例如，投資者現時持有1萬元本金（PV=10,000），希望10年後（n=10）擁有10萬元（FV=100,000），將可憑以下公式，計算出所需的年複利率（i）。　
{\displaystyle i={\sqrt[{n}]{\left({\frac {FV}{PV}}\right)}}-1\,} 或 {\displaystyle i=\left({\frac {FV}{PV}}\right)^{\left({\frac {1}{n}}\right)}-1\,}
假設已知週期內的固定利率或回報率（i），累計週期（n）亦已確定，那麼進行一些代數調整後，就可以計算需要多少本金（PV），才可以在指定的時間內得到未來一定的回報（FV）。
{\displaystyle PV={\frac {FV}{\left(1+i\right)^{n}}}\,}

## 延伸閱讀
- Lewin, C G（1970） "An Early Book on Compound Interest - Richard Witt's Arithmeticall Questions". Journal of the Institute of Actuaries 96 (1): 121-132. （英文）
- Lewin, C G（1981） "Compound Interest in the Seventeenth Century". Journal of the Institute of Actuaries 108 (3): 423-442. （英文）
- Andreas Eschbach: Eine Billion Dollar（2001年）（德文）
- Erich Kästner: Ansprache zum Schulbeginn（1950年）（德文）